# Batallas de La Güera y Tichla
Las batallas de La Güera y Tichla tuvieron lugar entre el 10 y el 22 de diciembre de 1975, cuando el Ejército mauritano invadió la parte meridional del Sáhara Occidental, que era la zona que se acordó anexar a Mauritania en los Acuerdos de Madrid. Las tropas mauritanas se enfrentaron a las guerrillas del Frente Polisario, lo que obligó al Ejército Real de Marruecos a intervenir en nombre de Mauritania. A finales de 1975, Mauritania controlaba la mitad sur de la antigua colonia española de Río de Oro.

## Antecedentes
Para el 6 de noviembre de 1975, el gobierno español había evacuado a la población civil española de La Güera durante una operación de cuarentena y ocho horas, parte de la más amplia «Operación Golondrina» que consistía en el abandono del territorio.  La Brigada de Infantería Acorazada "Guadarrama" XII recibió la orden de integrarse en una misión táctica real los efectivos regresaron al «Cuartel de El Goloso» durante los meses de diciembre de 1975 y enero del año siguiente. Diecinueve cadáveres del cementerio de La Güera fueron exhumados y embarcados en el barco de la Ciudad de Huesca. Pocas horas después, las banderas del Frente Polisario ondeaban en los principales edificios de La Güera, después de que decenas de guerrilleros saharauis la capturaran y establecieran su propia administración y la ciudad quedó aislada por aire, mar y tierra.

## La batalla
El 20 de diciembre de 1975 empezó el avance  mauritano, que en aquel momento tenía con un pequeño ejército de apenas dos mil efectivos, por lo que se pidió a Marruecos apoyo material así como de Francia. La ocupación de La Güera fue llevada a cabo por tropas que vinieron de Nuadibú. Empezó el fuego de las tropas saharauis y las tropas mauritanas se replegaron desordenadamente. La situación era tan crítica que nombraron al coronel Mohamed Ould Ba Ould Abdelkader como responsable de la tomad de la población. Las tropas saharauis,  compuestas por un centenar de soldados, al mando de Buzeid Uld Hmayen estaban en una situación crítica y desesperante ya que estaban aislados por tierra, mar y aire sin posibilidades de repliegue.
Uld Hmayen, tenía dos opciones, rendir la plaza o luchar hasta el último hombre, y retrasar lo máximo que se podía el avance mauritano. El comandante se dacantó por la segunda, retrasar el  avance mauritano haciéndose fuertes en los edificios de la Jefatura de Policía Territorial desde donde repelieron los continuos intentos mauritanos de tomar el lugar ya que fueron repelidos mediante una lluvia de proyectiles de armas ligeras.
Los combates duraron unos diez días y los saharauis libraron una dura lucha hasta que finalmente se rindieron los escasos superviviente ya que se estima que murieron unos 80 efectivos del centenar de soldados saharauis, entre ellos su comandante, Uld Hmayen. Los militares supervivientes, recibieron el trato poco digno por parte de las autoridades mauritanas. La victoria duró poco tiempo ya que los saharauis los derrotaron en 1978.